# Funkenmühle (Zossen)

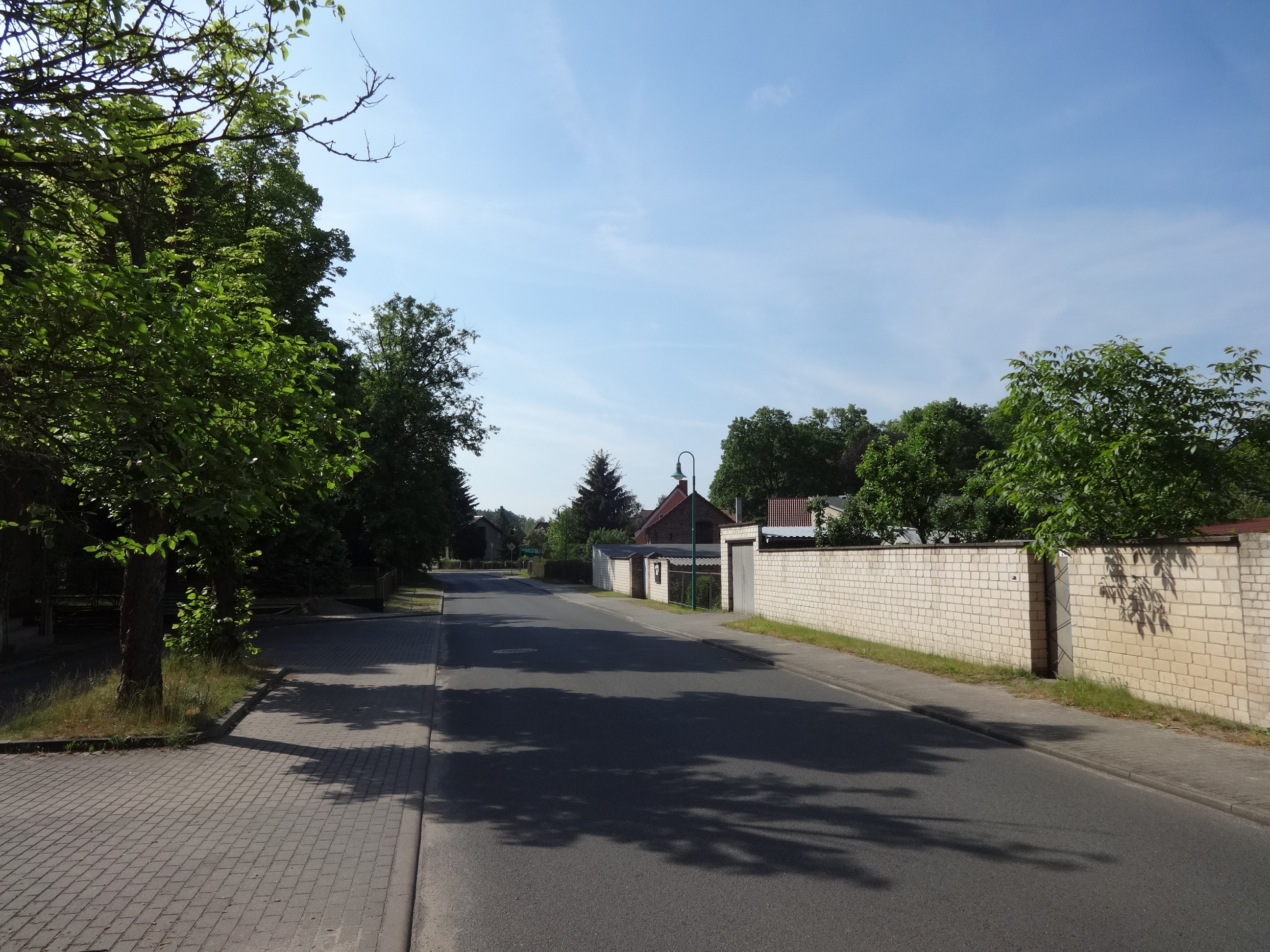
Dorfstraße in Funkenmühle

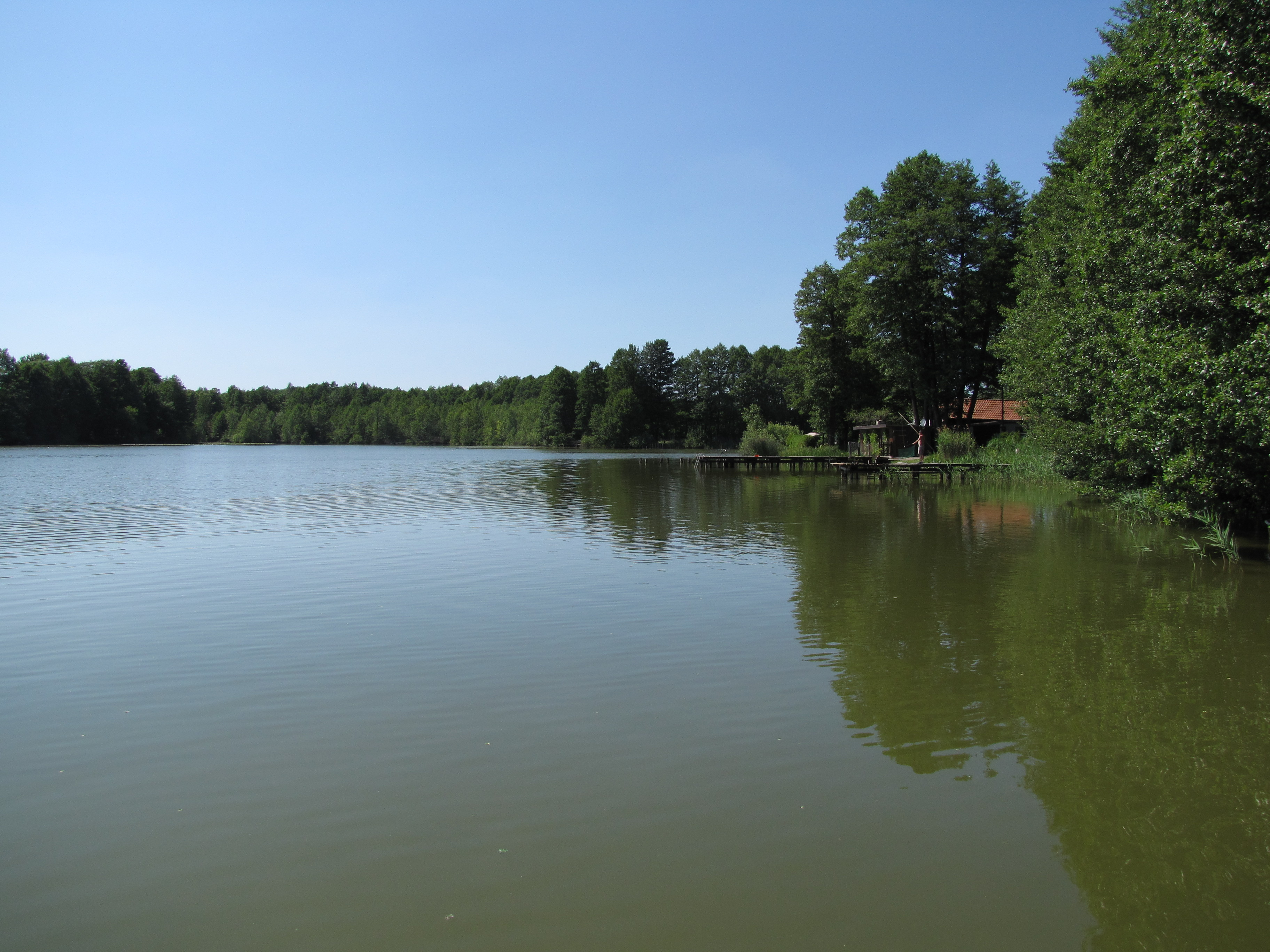
Wolziger See vom Funkenmühler Ufer aus, Blick nach Westen

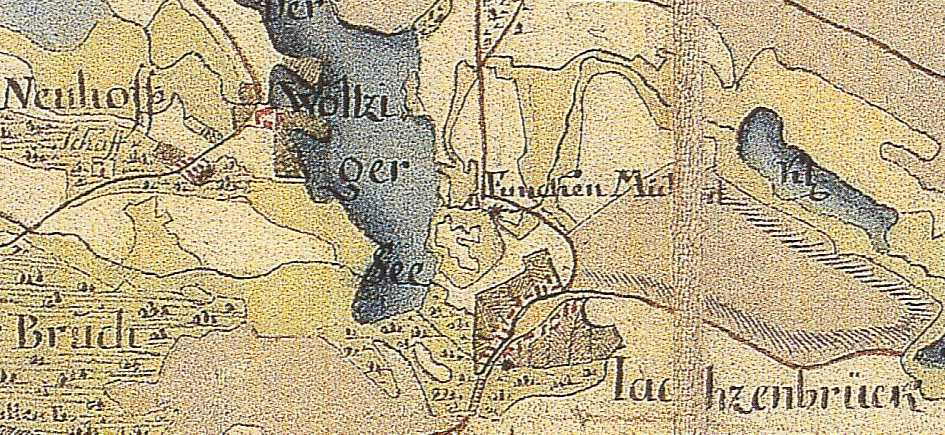
Funkenmühle auf der Schmettau’schen Karte von 1767–87

Funkenmühle ist ein Gemeindeteil von Lindenbrück, einem Ortsteil der Stadt Zossen im Landkreis Teltow-Fläming (Brandenburg). Funkenmühle, ursprünglich eine selbständige Gemeinde, wurde bereits 1874 an Jachzenbrück, das spätere Lindenbrück angegliedert.

## Geographische Lage
Der Gemeindeteil Funkenmühle liegt nur etwa zwei Kilometer nördlich vom Ortszentrum von Lindenbrück am Ostufer des Wolziger Sees. 1860 umfasste die Gemarkung 404 Magdeburgische Morgen (ungefähr 103 ha). Davon entfielen 4 Mg auf die Gehöfte, 60 Mg Acker, 40 Mg Wiese, 100 Mg Weide und 200 Mg Wald. Lindenbrück liegt im südlichen und südöstlichen Teil des Stadtgebietes von Zossen.

## Geschichte
Funkenmühle wurde 1583 erstmals urkundlich genannt („der Funckenn Moller“). Damals bestand der Ort, wie der Name impliziert, tatsächlich nur aus einer Wassermühle mit einem Gang. Diese lag am Fließ, das aus dem Kleinen Möggelinsee zum Wolziger See verläuft, kurz vor dessen Einmündung in den Wolziger See. Sie gehörte damals zum Amt Zossen, das aus der Herrschaft Zossen hervorgegangen war. Zur Mühle gehörten Acker und Wiesen, und der Müller hatte ein Lehnpferd zu stellen. 1623 gehörten zur Mühle 25 Morgen 90 Quadratruten alter Acker, 11 Mg 370 QR neuer Acker, 3 alte Wiesen zu 7 Mg 42 QR und 1 neue Wiese zu 3 Mg 70 QR. Außerdem gehörten gewisse Fischereirechte auf dem Wolziger See dazu. 1655 durften 20 Stück Großvieh und 100 Schafe gehalten werden. Vermutlich wurde die Funkenmühle bereits zur Zeit der ersten urkundlichen Nennung als Lehen vergeben. Von Anfang des 17. Jahrhunderts bis Anfang des 18. Jahrhunderts sind die Lehnmänner namentlich bekannt:
- H. Pardemann (1615–1647)
- H. Plüntz (1647–1661)
- J. Beetz und Erben (1661–1723)

Danach fiel die Mühle wieder an das Amt zurück und wurde als Amtsmühle bewirtschaftet. 1745 wird Funkenmühle als Vorwerk bezeichnet, das neben der Wassermühle eine Schäferei mit Hirtenhaus und ein Weinmeisterhaus umfasst. Die Schmettau'sche Karte aus den Jahren 1767–1787 verzeichnet aber keinen Weinberg (mehr). 1787 wurde die eigentliche Siedlung Funkenmühle gegründet und an Kolonisten aus Sachsen gegeben.
1801 waren in Funkenmühle bereits 7 Büdner ansässig; insgesamt zählte Funkenmühle 11 Feuerstellen. 1840 wurden 11 Wohnhäuser gezählt. 1853 wurde das den Brüdern Gerber gehörende Erbpachtvorwerk in Funkenmühle versteigert. 1860 bestand der Ort aus 9 Wohnhäusern und 14 Wirtschaftsgebäuden; und der Ort hatte 41 Einwohner. 1874 wurde die bis dahin selbständige Gemeinde nach Jachzenbrück eingemeindet. Damit endet die selbständige Geschichte des Ortes. Auch die Gemarkung ging in der Gemarkung Jachzenbrück auf. Die Bewohner waren wie die Einwohner von Jachzenbrück (= Lindenbrück) in Wünsdorf eingekircht.
Bevölkerungsentwicklung von 1772 bis 1925 (aus dem Historischen Ortslexikon)
| Jahr | Einwohner |
| ---- | --------- |
| 1772 | 23        |
| 1801 | 47        |
| 1817 | 46        |
| 1840 | 51        |
| 1858 | 41        |
| 1925 | 78        |